# ملعب سان ديفيل
ملعب سان ديفيل هو ملعب كرة قدم جامعي يقع في جنوب غرب الولايات المتحدة، في حرم جامعة ولاية أريزونا في تمبي، أريزونا. يُعَدُّ ملعب سان ديفيل الملعب الرئيسي لنادي أريزونا ستايت سان ديفلز لكرة القدم التابع لمؤتمر Pac-12. تبلغ سعة الاستاد حتى عام 2018 53599 مقعدًا بعد أن كانت تبلغ ذروتها 74865 في عام 1989. سمي ملعب العشب الطبيعي داخل الملعب باسم فرانك كوش فيلد في عام 1996 تكريما للمدرب السابق للفريق. خضع الاستاد لعملية تجديد بقيمة 304 ملايين دولار لمدة خمس سنوات واكتملت في أغسطس 2019.
استضاف الملعب مباراتين سنويتين لكرة القدم الأمريكية الجامعية: فييستا باول من عام 1971 إلى عام 2006، وكاكتوس باول من عام 2006 إلى عام 2015.
كان ملعب سان ديفيل هو الاستاد الرئيسي الوحيد لكرة القدم في منطقة فينيكس الحضرية حتى إنشاء ملعب ستيت فارم في غلانديل في عام 2006. كان ملعب سان ديفيل موطن فريق أريزونا كاردينالز في الدوري الوطني لكرة القدم من عام 1988 حتى مواسم 2005. بعد موسم 2005، انتقل الكرادلة إلى ملعبهم الجديد في غلانديل.